# Rue Piper
Pour les articles homonymes, voir Piper.
La rue Piper est une voie de la commune de Reims, située au sein du département de la Marne, en région Grand Est.

## Situation et accès
La rue Piper  appartient administrativement au Centre-ville de Reims.
Débutant Boulevard de la Paix (Reims), elle aboutit Rue des Moissons.

## Origine du nom
La rue Piper a été baptisée en l’honneur  d’Henri Guillaume Piper, négociant en vins de Champagne, bienfaiteur de la ville de Reims.

## Historique
La rue Piper a été créée en 1876. Cette rue longeait le parc de l’hôtel particulier de la famille Kunkelmann qui fut démoli en 1968 pour faire place aux bureaux de la direction des AGF. Ces bureaux ont été eux-mêmes rasés en 2014 pour faire place à la résidence Horizon.

## Bâtiments remarquables et lieux de mémoire
- Au n°05 : ancien Hôtel Lüling-Dollfu,
- Au n°08 : anciens bureaux de la maison Kunkelmann & Cie,
- Au n°10 : ancien Hôtel Wenz,
- Au n°11 ce fut la maison, de 1900 à 1905, du maire de Reims, Adrien Pozzi.  Il était le frère du célèbre chirurgien Samuel Pozzi, père de la gynécologie en France, médecin du Tout-Paris, qui inspira Marcel Proust pour le personnage du Docteur Cottard dans À la recherche du temps perdu,
- Au n°13 qui fait angle avec la rue des moissons : hôtel daté de 1890, avec arrondi surmonté d’un dôme tronconique.

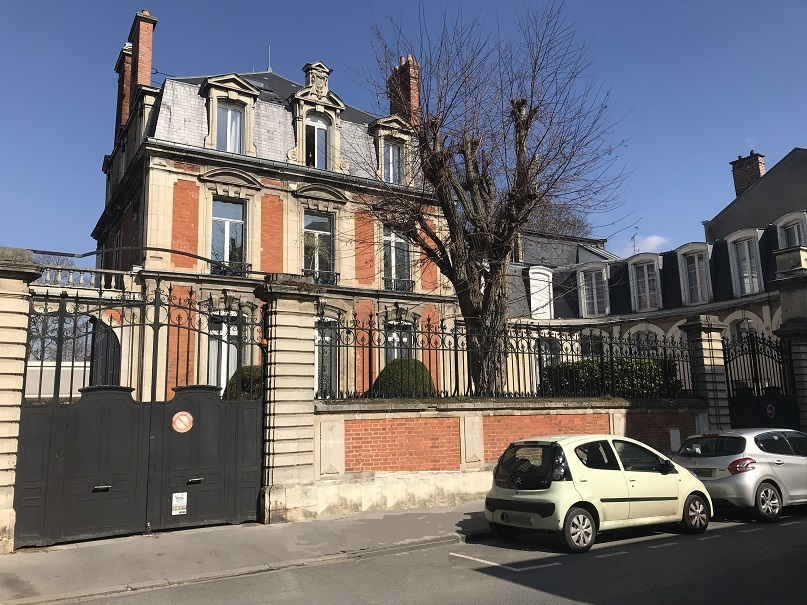
Au n°5
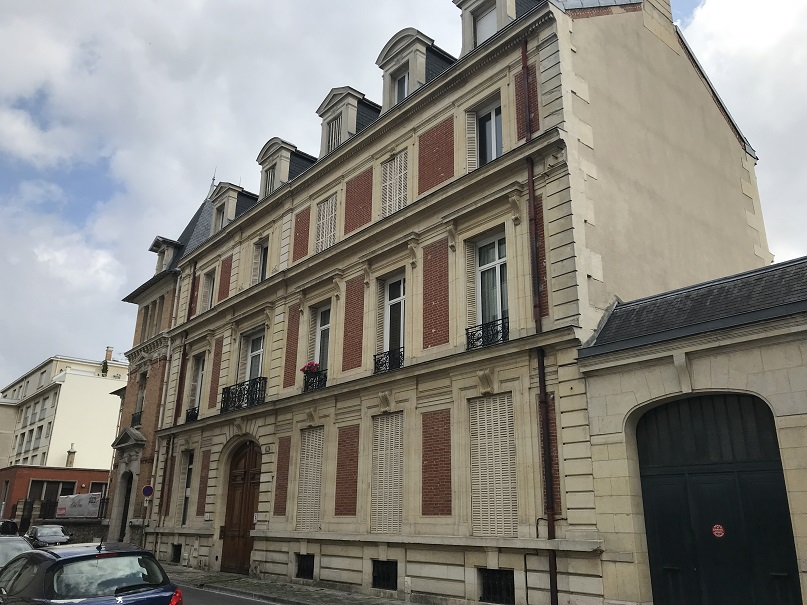
Au n°8
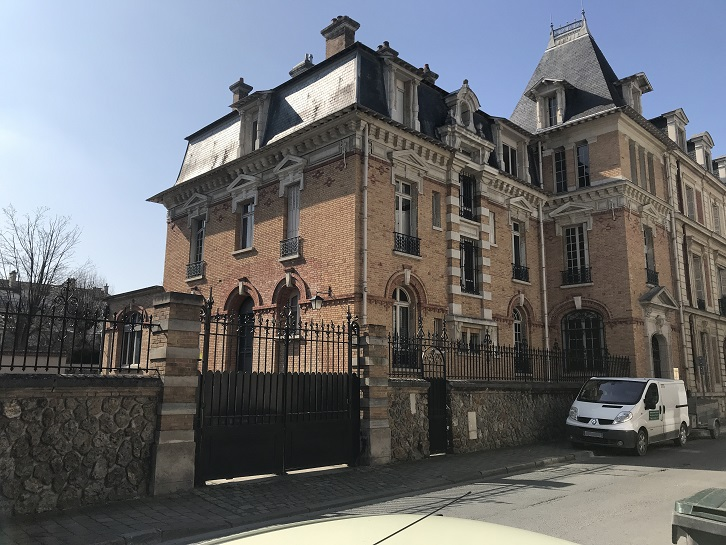
Au n°10
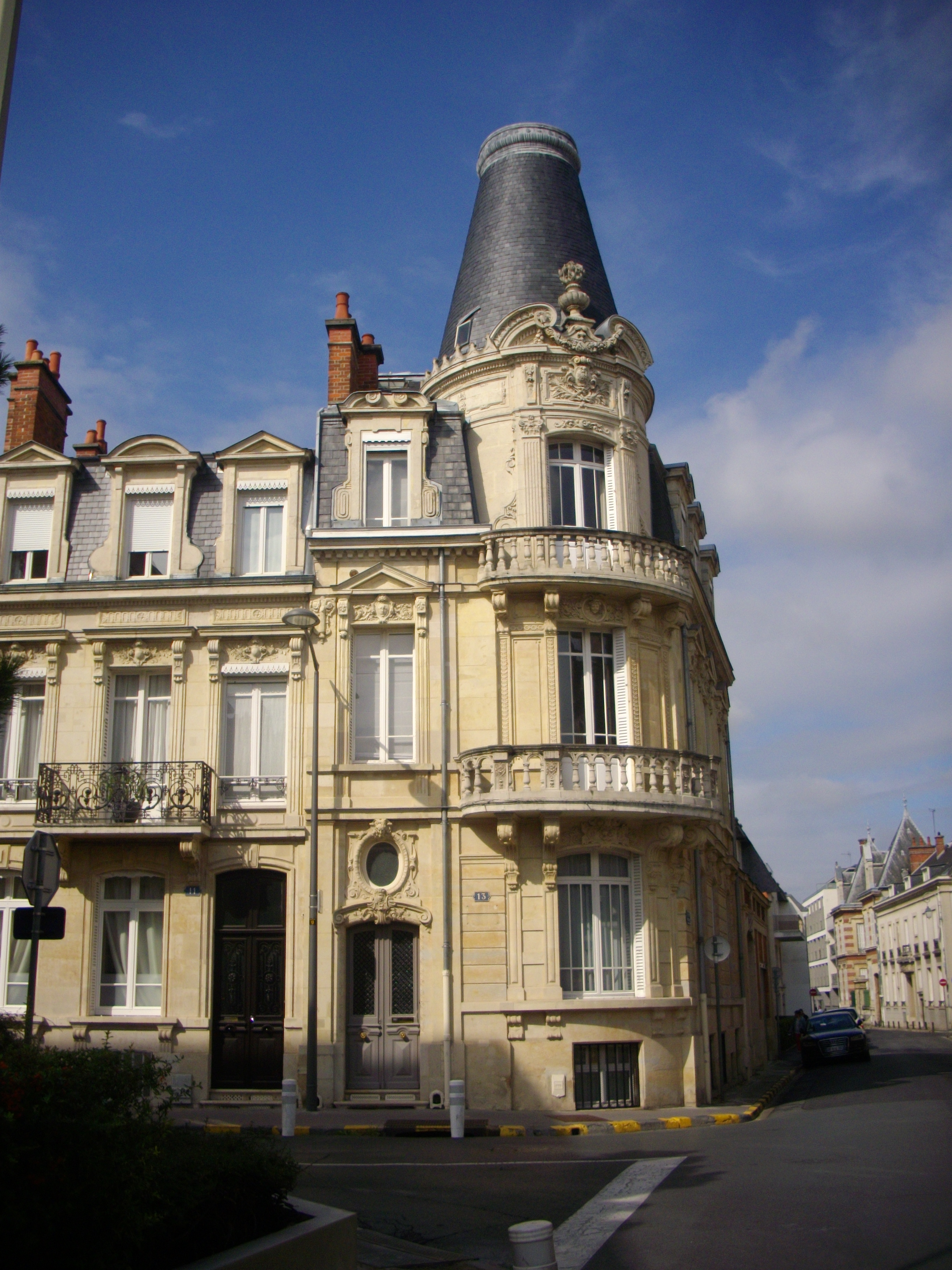
Aux n°11 et 13